# オーロフ・ビョルンソン
オーロフ・ビョルンソン（Olof Björnsson, ? - 975年ごろ）は、いくつかのサガによるとスウェーデン王であったとされる。その治世はおよそ970年ごろから975年ごろとされている。オーロフ2世ともいわれる。
オーロフはスウェーデン王ビョルン・エリクソンの息子である。父の死後、オーロフは兄弟のエリク6世とスウェーデンを共同統治した。王妃インゲボー（Ingeborg Thrandsdotter）との間にスティルビョルン（Styrbjörn Sterki）とギュリズ（デンマーク王ハーラル1世の王妃）をもうけた。オーロフは食事中に毒殺され、エリク6世は、甥スティルビョルンが共治王であると宣言する前に、自らの将来生まれる息子が自分の共治王であると宣言した。その息子がオーロフ・シェートコヌング（980年頃 - 1022年?）である。